# Zoroastro
Zoroastro (en griego: Ζωροάστρης, Zōroástrēs) o Zarathustra (en avéstico: Zarathuštra), castellanizado Zaratustra, o también Zarathushtra Spitama o Ashu Zarathushtra (en persa moderno: زرتشت, Zartosht), fue un antiguo profeta (o líder espiritual) y filósofo iraní que fundó lo que ahora se conoce como zoroastrismo. Sus enseñanzas desafiaron las tradiciones existentes de la religión indoirania e inauguraron un movimiento que finalmente se convirtió en la religión dominante en la antigua Persia y que dio forma a la filosofía persa; así como también influyó en el desarrollo de religiones como el judaísmo, el cristianismo y el islam.
Era hablante nativo del avéstico antiguo y vivió en la región oriental de la meseta iraní, pero su lugar de nacimiento exacto es incierto. No hay consenso académico sobre cuándo vivió. Algunos académicos, utilizando pruebas lingüísticas y socioculturales, sugieren una fecha en algún momento del segundo milenio a. C. Otros académicos lo sitúan en los siglos VII y VI a. C. como casi contemporáneo de Ciro el Grande y Darío I, mientras que algunos han especulado sobre fechas que se remontan incluso al sexto milenio a. C. El zoroastrismo finalmente se convirtió en la religión oficial de la antigua Persia y sus subdivisiones distantes desde el siglo VI a. C. hasta el siglo VII d. C.
A Zoroastro se le atribuye la autoría de textos como los Gathas, así como del Yasna Haptanghaiti, himnos compuestos en su dialecto nativo, el avéstico antiguo, (y parecidos en su forma al antiguo Rig-veda, del siglo XVI a. C.) y que constituyen el núcleo del pensamiento zoroástrico. La mayor parte de su vida se conoce por estos textos.
Bajo ningún estándar moderno de historiografía, evidencia alguna puede situarlo en un período fijo y la historización que lo rodea puede ser parte de una tendencia anterior al siglo X d. C. que historiza leyendas y mitos.

## Nombre y etimología
El nombre de Zoroastro en su lengua materna, el avéstico, era probablemente Zaraϑuštra. El nombre de "Zoroastro" deriva de una transcripción griega posterior (siglo V a. C.), Zōroastrēs (Ζωροάστρης), como aparece en la Lidíaca de Janto (Fragmento 32) y en el Primer Alcibíades de Platón (122a1). Esta forma aparece posteriormente en el latín Zōroastrēs y, en ortografías griegas posteriores, como Ζωροάστρις (Zōroastris). La forma griega del nombre parece basarse en una transliteración fonética o sustitución semántica del avéstico zaraϑ- con el griego ζωρός (zōros; literalmente "sin diluir") y del avéstico -uštra con ἄστρον (astron; "estrella"). 
En avéstico, se acepta en general que Zaraϑuštra deriva del iranio antiguo *Zaratuštra-. Se cree que el elemento de la mitad del nombre (-uštra-) es la raíz indoirania de "camello", de forma que el nombre completo significaría "el que puede manejar camellos".Reconstrucciones de lenguas iranias posteriores— particularmente de Zardusht en persa medio (300 a. C.), que es la forma que tomó el nombre en los textos zoroástricos de los siglos IX al XII, lo que sugieren que *Zaratuštra- podría ser una forma de grado cero de *Zarantuštra-. Dependiendo pues de si Zaraϑuštra deriva de *Zarantuštra- o de *Zaratuštra-, se han propuesto varias interpretaciones.
Si Zarantuštra es la forma original, puede significar 
- "con camellos viejos/que envejecen",[13] relacionado con el avéstico zarant-[12] (comparar con el pastún zōṛ y el osetio zœrond, "viejo"; persa medio zāl, "viejo")[16]

- "con camellos enojados/furiosos": del avéstico *zarant-, "enojado, furioso".[17]
- "quién conduce camellos" o "quién cría/ama a los camellos": relacionado con el avéstico zarš-, "arrastrar".[18]
- Mayrhofer (1977) propuso una etimología de "quien quiere camellos" o "anhelo de camellos" y se relaciona con el sánscrito védico har-, "gustar", y quizás (aunque ambiguo) también con el avéstico zara -.[17]
- "con camellos amarillos": paralelo al avéstico temprano zairi-.[19]

La interpretación de la -ϑ- (/θ/) en el avéstico zaraϑuštra estuvo sujeta por un tiempo a un acalorado debate debido a que la -ϑ- es un desarrollo irregular: por regla, *zarat- (un primer elemento que termina en una consonante dental) debe tener el avéstico zarat- o zarat̰- como desarrollo. Aún no se ha determinado por qué no es este el caso con zaraϑuštra. A pesar de la irregularidad fonética, el que el avéstico zaraϑuštra con su -ϑ- fue lingüísticamente una forma real se evidencia en atestaciones posteriores que reflejan la misma base. Todas las variantes actuales de su nombre en idioma iranio derivan de las variantes iranias medias de Zarϑošt, que, a su vez, reflejan la fricativa -ϑ - del avéstico.[cita requerida] En persa medio, el nombre es 𐭦𐭫𐭲𐭥𐭱𐭲 Zardu(x)št, en parto Zarhušt, en persa medio maniqueo Zrdrwšt, en persa nuevo temprano Zardušt, y en persa nuevo moderno, el nombre es زرتشت Zartosht.

## Orígenes
Hay discrepancias sobre el lugar de nacimiento de Zoroastro. Según algunas corrientes nació en Rayy (cerca de Teherán, en Irán), según otras en Afganistán o Kazajistán.
Otras fuentes argumentan que Zaratustra es más bien un título dado a una serie de maestros (hasta cuatro), más que el nombre de uno concreto de ellos, y que el hombre al que solemos referirnos como Zoroastro habría sido el último de la serie. Mediante cálculos indirectos sobre vagas referencias a otros personajes coetáneos o posteriores, se estima que nació entre el principio del primer milenio y el siglo vi a. C.
Podría haber sido contemporáneo de Ciro el Grande (575-530 a. C.) y de Darío I (549-486 a. C.).
Se afirma que Zoroastro llegó hasta un rey Guhtasp, que gobernaba una tribu situada posiblemente en la zona de la ciudad de Balj (565 km al noroeste de Kabul, capital de Afganistán).
Zoroastro convenció al rey y a su tribu de sus creencias.
De esta manera llegó a religión oficial una de las primeras religiones monoteístas —aunque en un marco dualista— de la historia, denominada mazdeísmo (o zoroastrismo). El nombre de mazdeísmo procede del nombre de la deidad Ahura Mazda, que está enfrentado a un ente maligno que recibe el nombre de Angra Mainyu o Ahrimán, hermano gemelo de Ahura Mazda. El conflicto entre el bien y el mal marca la vida de los hombres.
Como base escrita del mazdeísmo, Zoroastro dejó una obra, el Avesta, redactado en idioma avéstico. Fue transmitido durante mucho tiempo de manera oral. En tiempos del Imperio sasánida (entre el 224 y el 651 d. C.) se recopilaron los textos del Avesta. Los más importantes son los cánticos sagrados, llamados gathas.
Durante su vida, Zoroastro se mostró fuertemente en contra de las religiones politeístas presentes en la zona del valle del Indo, la meseta oriental del Gran Irán y las márgenes y los oasis del río Oxus. Si bien logró algunos éxitos, no fue hasta después de su muerte cuando el mazdeísmo alcanzó una gran expansión en buena parte de Asia Occidental y Central, convirtiéndose en religión oficial de los aqueménidas, partos y de los sasánidas hasta bien entrada la Alta Edad Media. La expansión del islamismo erradicó casi por completo el mazdeísmo, que pervivió de manera meramente testimonial en algunas comunidades ocultas de Persia, en la isla de Ormuz (en el golfo Pérsico), y en la región de Bombay (en India). La religión todavía es practicada por unos 60 000 seguidores de Zoroastro en India y otros países, llamados «parsis».

## Vida

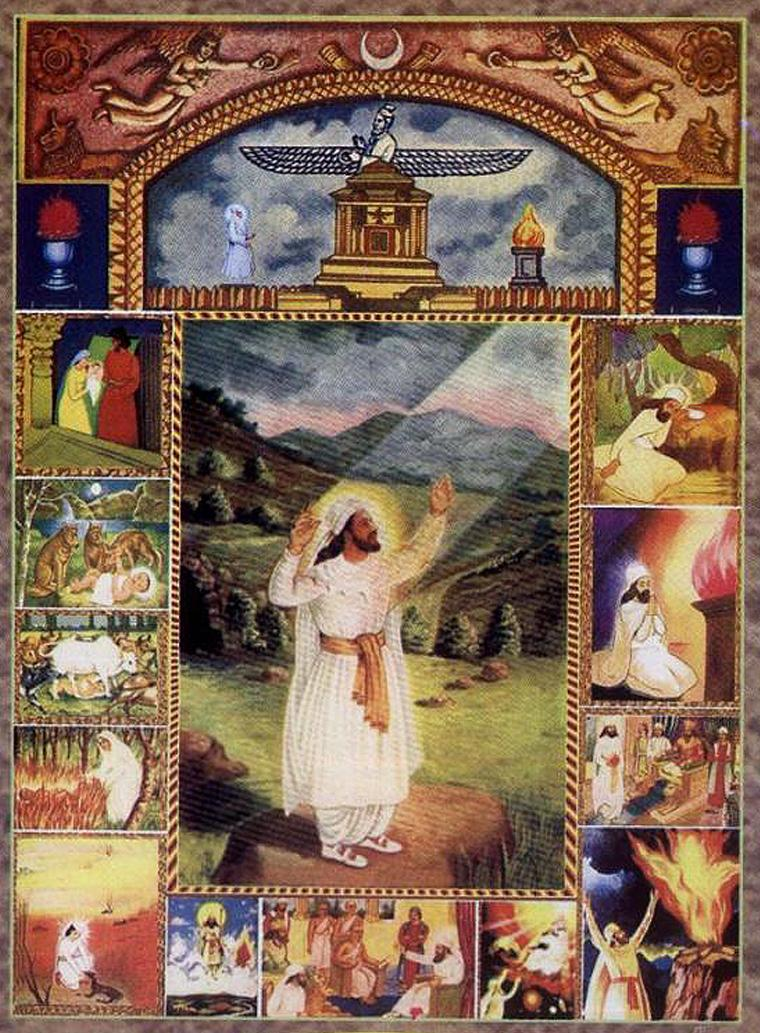
Pintura de los eventos de la vida de Zoroastro.

Zoroastro nació en el noreste de Irán o en el suroeste de Afganistán. Nació en una cultura con una religión politeísta, que al parecer incluía un excesivo sacrificio de animales y el uso ritual excesivo de sustancias alucinógenas (especialmente la Haoma), y su vida se vio fuertemente definida por el asentamiento de su pueblo y por las constantes amenazas de asaltos y conflictos. El nacimiento y los primeros años de Zoroastro están poco documentados, pero se especula mucho sobre ellos en textos posteriores. Lo que se conoce está registrado en los Gathas, que constituyen el núcleo del Avesta, y que contienen himnos que se cree fueron compuestos por el mismo Zoroastro, y quien se refiere a sí mismo como un poeta-sacerdote y maestro espiritual. 
Zoroastro es descrito como hijo de Pourušaspa de la familia de los Spitamanos o Spitamidas (en avéstico spit significa "brillante" o "blanco"; algunos argumentan que Spitama era un progenitor remoto), y de Dugdōw, y mientras que su bisabuelo habría sido Haēčataspa. Todos estos nombres parecen apropiados a una tradición nómada. El nombre de su padre significa "poseedor de caballos grises" (con la palabra aspa que significa caballo), mientras que el de su madre significa "ordeñadora". Según la tradición, tenía cuatro hermanos, dos mayores y dos menores, cuyos nombres aparecen por escrito en una obra literaria pahlavi mucho más tardía. Según algunas tradiciones, su padre Pourušaspa tomó un trozo de la planta Haoma y lo mezcló con leche. Le dio a su esposa Dugdōw la mitad de la mezcla y se tomó él la otra. Luego concibieron a Zoroastro a quien se le infundió el espíritu de la planta.[cita requerida]
Su preparación para el sacerdocio probablemente comenzó muy temprano, alrededor de los siete años de edad. Se convirtió en sacerdote probablemente alrededor de los quince años, y según los Gathas, adquirió conocimientos de otros maestros y experiencia personal al viajar cuando dejó a sus padres a los veinte años. A la edad de treinta años, experimentó una revelación durante un festival de primavera; en la orilla del río Daiti, a donde se dirigió a sacar agua para una ceremonia de Haoma, vio a un Ser brillante, que se reveló a sí mismo como Vohu Manah (Buen Propósito) y quien le enseñó acerca de Ahura Mazda (en persa: اهورامزدا, Señor Sabio) y otras cinco figuras radiantes, los Amesha Spenta, lo que finalizó su visión. Esta visión transformó radicalmente su perspectiva del mundo, y trató de enseñar esta perspectiva a otros. 
Zoroastro creía en una deidad creadora suprema (Ahura Mazda) y reconocía las emanaciones de este creador (Amesha Spenta) y otras divinidades a las que llamó Ahuras (Yazata). También se hizo consciente de la existencia de dos Espíritus primarios, Spenta Mainyu (Espíritu Santo) y Angra Mainyu (Espíritu Destructivo), con conceptos opuestos de Asha (orden) y Druj (engaño). Algunas de las deidades de la antigua religión, los Daevas (Devas en sánscrito), parecían deleitarse con la guerra y los conflictos y Zoroastro los describió en consecuencia como malvados trabajadores de Angra Mainyu.[cita requerida] Decidió, entonces, pasar su vida enseñando a la gente a buscar el Asha. Recibió más revelaciones y tuvo una visión de las Amesha Spenta, y sus enseñanzas fueron recopiladas en los Gathas y el Avesta.

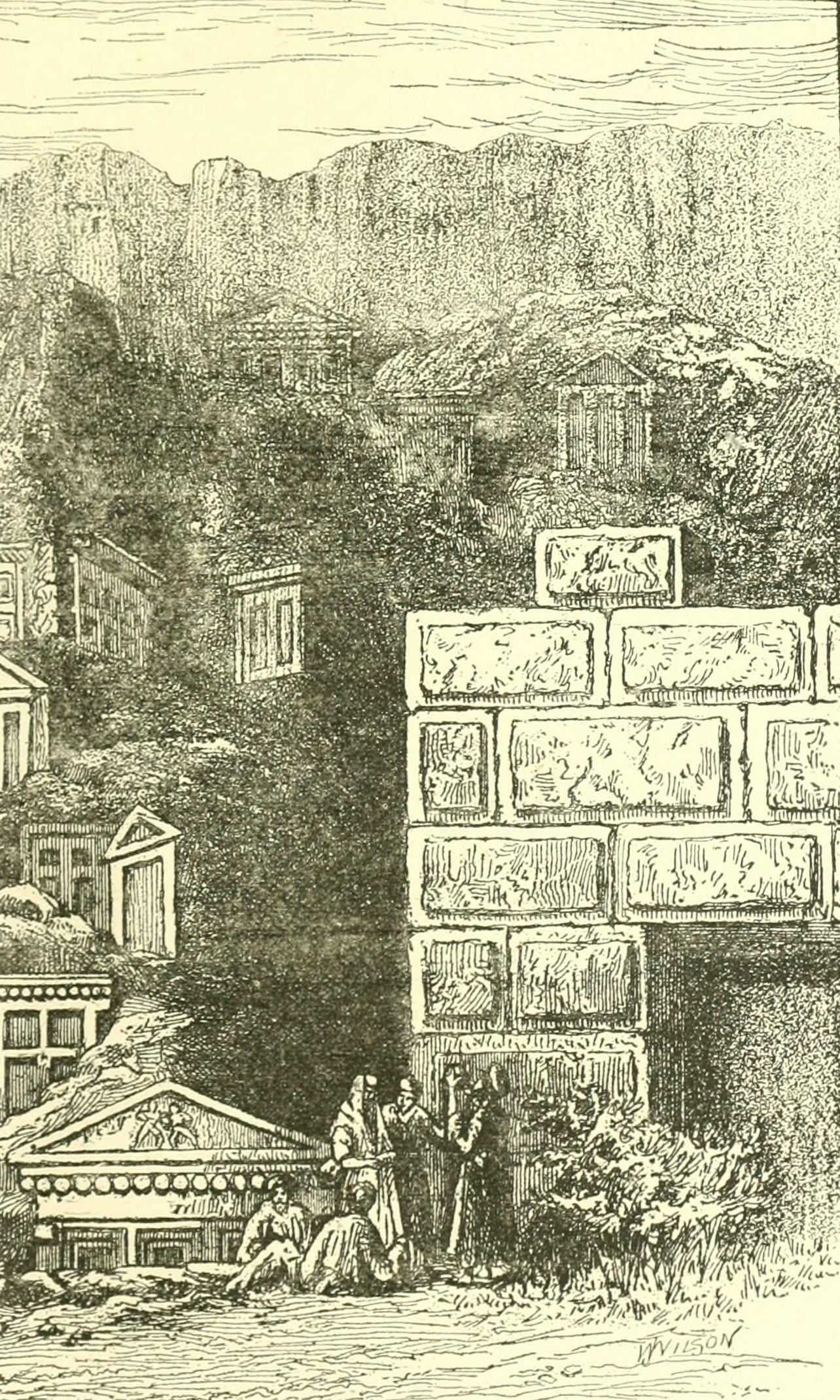
Discípulos de Zoroastro centrados en Nínive.

Zoroastro rechazó a muchos de los dioses de los iranios de la Edad del Bronce y su opresiva estructura de clases en castas, en la que los Karvis y Karapans (príncipes y sacerdotes) controlaban a la gente del común. También se opuso a los sacrificios de animales y al uso excesivo de la planta alucinógena Haoma (posiblemente una especie de efedra), si bien no condenó por completo ninguna de las dos prácticas en tanto se practicaran en formas moderadas.  Sus ideas no se aceptaron rápidamente; originalmente solo tuvo un converso: su primo Maidhyoimanha. Las autoridades religiosas locales se opusieron a sus ideas, considerando que su fe, poder y particularmente sus rituales se veían amenazados por las enseñanzas de Zoroastro en contra de la ritualización mala y excesivamente complicada de las ceremonias religiosas. A muchos no les gustó cómo Zoroastro degradó a los Daevas a seres malévolos que no eran dignos de adoración. 
Tras doce años de escaso éxito, Zoroastro abandonó su casa.[cita requerida] En el país del rey Vishtaspa (posiblemente Bactria según el Shahnamé), el rey y su reina Hutaosa escucharon a Zoroastro debatir con los líderes religiosos de estas tierras y decidieron aceptar las ideas de Zoroastro como la religión oficial de su reino después de que Zoroastro se probara a sí mismo curando el caballo favorito del rey. Las enseñanzas de Zoroastro sobre el juicio individual, el cielo y el infierno, la resurrección del cuerpo, el juicio final y la vida eterna para el alma y el cuerpo reunidos, entre otras cosas, se convirtieron en préstamos de las religiones abrahámicas, pero perdieron el contexto de la enseñanza original.
Según la tradición, vivió durante muchos años después de la conversión de Vishtaspa, logró establecer una comunidad de fieles y se casó tres veces. Sus dos primeras esposas le dieron tres hijos, Isat Vâstra, Urvatat Nara y Hvare Chithra, y tres hijas, Freni, Thriti y Pouruchista. Su tercera esposa, Hvōvi, no tuvo hijos. Estos nombres son tomados de varios textos. Zoroastro murió a la edad de 77 años y 40 días. Las fuentes pahlaví posteriores como el Shahnamé, en cambio, afirman que un oscuro conflicto con el pueblo Tuiryas llevó a su muerte, asesinado por un karapan (un sacerdote de la antigua religión) llamado Brādrēs.
Se sabe muy poco del tiempo entre Zoroastro y el período aqueménida, excepto que el zoroastrismo se extendió al oeste de Irán y otras regiones. En el momento de la fundación del Imperio aqueménida, se cree que el zoroastrismo era ya una religión bien establecida.[cita requerida]

### El ciprés de Kashmar
El ciprés de Kashmar es un ciprés mítico de belleza legendaria y gigantescas dimensiones. Se dice que nació de una rama traída por Zoroastro del Paraíso y que se encontraba en el actual Kashmar en el nororiente de Irán y que fue plantado por Zoroastro en honor a la conversión del rey Vishtaspa al zoroastrismo. Según el físico e historiador iraní Zakariya al-Qazwini, el rey Vishtaspa había sido un patrón de Zoroastro, quien plantó el árbol personalmente. En su ʿAjā'ib al-makhlūqāt wa gharā'ib al-mawjūdāt, al-Qazwini describe además cómo el califa abasí Al-Mutawákkil en 247 d. C. (861 d. C.) ordenó que el poderoso ciprés fuera talado y luego transportado a través de Irán, para utilizarlo para vigas en su nuevo palacio en Samarra. Anteriormente quería que el árbol fuera reconstruido ante sus ojos. Hizo esto a pesar de las protestas de los iraníes, que ofrecieron una gran suma de dinero para salvar el árbol. Al-Mutawákkil nunca llegó a ver el ciprés, pues fue asesinado por un soldado túrquico (posiblemente empleado de su hijo) la noche en que el árbol llegó a las orillas del Tigris.

## Enseñanzas
Zoroastro, llamado también “hijo de Ahura Mazda”, comenzó su vida como un sacerdote de la religión indorania que entonces reinaba en Persia, que a veces recibe el nombre de mazdeísmo, y que incluía entre otros muchos ritos sacrificiales, especialmente animales. La religión zoroástrica documentada en el Avesta y que se remonta a Zoroastro es en rasgos generales monoteísta (un solo dios supremo, Ahura Mazda), y la lucha entre el bien y el mal da forma a la creencia. La victoria del bien sobre el mal vendrá en el día del juicio. Hasta ese día, la gente es libre de elegir el camino correcto. El camino correcto es el camino de la veracidad. 
Tuvo una serie de visiones, en las que vio a Ahura Mazda (en persa: اهورامزدا), deidad suprema, y luego comenzó una predicación apasionada, enseñando:
- la venida del Reino de Justicia, la cooperación en la obra de Dios (Ahura Mazda), bajo la pena de castigo total;
- el dios Ahura Mazda, elevado al rango de dios supremo, relegando a las demás deidades de la religión a un rango secundario;
- una forma de monoteísmo (Ahura Mazda) y diteísmo (dualismo) al mismo tiempo, dualismo cosmológico (Espíritu Santo/Espíritu Maligno) y dualismo ético (bien/mal). Este tema siembra las semillas del desacuerdo entre los estudiosos del mazdeísmo: Plutarco es pro-dualismo, Martin Haug es pro-monoteísmo, Walter Henning es pro-dualismo, Gherardo Gnolli es pro-monoteísmo, etc. Como aparece en el Yasna gâthâ 30.3 y 30.4: "Ahora, originalmente, los dos espíritus que se conocen como gemelos son, uno, el mejor, el otro, el mal en pensamiento, palabra y acción. Y entre los dos, los inteligentes eligen bien, no los tontos. "Y cuando estos dos espíritus se encontraron, originalmente establecieron la vida y la no vida, y al final la peor existencia es para los malvados, pero para los justos el Mejor Pensamiento. Entonces, dos Espíritus, Angra Mainyu (Espíritu Maligno, Mal Pensamiento; en persa medio Ahriman) (45.2) y Spenta Mainyu (Espíritu Santo) (44.7). Ahura Mazda es el padre de Spenta Mainyu, Asha, Vohu Manah, Armaiti. Y dos opciones: Asha (orden, corrección) y Druj (engaño, mentira).
- críticas a las prácticas de la religión tradicional, en particular al culto de Mitra - lo que atrajo la ira de los sacerdotes - pues sus sacrificios de animales eran particularmente crueles (esto debido a su convicción de que los animales también poseían un alma)[47] y eran además un fuente de ingresos para los líderes religiosos;
- la condena del consumo de bebidas embriagantes - haoma (cf. soma, en sánscrito) - que impide al hombre pensar con claridad y que era común en el culto de Mitra.

La enseñanza de Zoroastro tiene tres principios importantes: (i) buenos pensamientos, (ii) buenas palabras y (iii) buenas acciones. Ahura Mazda, el Sabio Señor, creó el mundo sobre la base de la veracidad. El buen espíritu (Spenta Mainyu) y el espíritu maligno (Angra Mainyu) son gemelos, a través de cuya cooperación existe el mundo. Para que el bien triunfe sobre el mal, el hombre tiene que tomar una decisión, porque el hombre es el único ser vivo al que se le ha dado la oportunidad de liderar y cambiar. El hombre puede perdonar u odiar, el hombre es humano porque no se deja guiar por sus instintos. Depende, pues, de todos elegir lo que es bueno y así apoyar la lucha de Ahura Mazda contra el mal. Es importante aquí que el zoroastrismo o Ahura Mazda no obliguen a la gente a hacer nada. El hombre nace libre como un ser racional y sólo puede acercarse a Dios mediante una decisión libre y una percepción personal. 
Hay seis aspectos de Dios (Amesha Spentas) o siete (véase también la costumbre del Haft Sin (siete cuencos decorativos), siete platos, Haft Mewa (bebida de siete frutas) y Samanak (plántulas de siete tipos de grano) en Nouruz, que son las siete virtudes simbolizadas del zoroastrismo). Estos siete aspectos o emanaciones están personificados en parte como seres angelicales en el Avesta, el libro sagrado del zoroastrismo: (i) El [buen] propósito. (ii) La [mejor] verdad/veracidad. (iii) El dominio (soberanía) [deseable]. (iv) La devoción [santa]. (v) La plenitud. (vi) La inmortalidad. Algunos agregan al Espíritu Santo (Spenta Manyu). 
Las ceremonias devocionales dirigidas a Ahura Mazda se llevaban a cabo alrededor de un altar de fuego con las manos levantadas mientras se cantaban las alabanzas. En esta vida, el hombre puede elegir entre el bien y el mal. Siempre que el bien prevalezca en el ser humano, después de su muerte el humano llega por el puente de Činvat al paraíso, de donde Zoroastro, según una leyenda irania, recibió el Avesta y el "Fuego Santo" (Atar).[cita requerida] Para los justos, el puente es un camino ancho, para los demás es angosto como el filo de un cuchillo.

## Influencias

### En el islam
Se han establecido varios paralelismos entre las enseñanzas de Zoroastro y el islam. Tales paralelos incluyen las evidentes similitudes entre Amesha Spenta y el arcángel Gabriel, rezar cinco veces al día, cubrirse la cabeza durante la oración, y la mención de los Zamudíes y de la ciudad de Iram de los Pilares en el corán. También pueden indicar la gran influencia del Imperio aqueménida en el desarrollo de las dos religiones.
Los sabeos, que creían en el libre albedrío de manera similar a los zoroastrianos, también se mencionan en el corán.

## Tradición occidental
Si bien existen dudas acerca de si Zaratustra fue realmente el autor de los Gathas, y ciertamente no se le considera como autor o escritor en ninguna fuente zoroastriana premoderna, en occidente con frecuencia se le atribuyó la autoría (bajo su nombre occidental de Zoroastro) de varias obras que circularon durante los primeros siglos de la era común. La Suda, una enciclopedia bizantina del siglo X, aifrma que "La tradición le atribuye [a Zoroastro] cuatro libros Sobre la Naturaleza, uno Sobre las Piedras Preciosas, una obra sobre Observaciones de las Estrellas, cinco libros sobre Escatología."  (Vasunia 2007: 73 §65). En la mayoría de tales textos atribuidos a Zoroastro se le considera como uno de los originadores de la astrología y de la magia. Así como se le consideró autor de tales obras, de igual manera se expandieron en occidente ideas acerca de su vida, ideas que no están presentes en ningún texto zoroástrico. Por ejemplo, según Plinio el Viejo en el capítulo sobre el parto de su Historia natural (libro VII, cap. XVI), sólo un hombre en el mundo, Zoroastro, había nacido con una sonrisa en los labios, lo que auguraba su sabiduría divina.
Zaratustra fue empleado como figura literaria por el filósofo Friedrich Nietzsche en textos como Así habló Zaratustra o Ecce homo, pero se relata que solamente se trata de un simple alter ego del autor a la hora de exponer sus teorías, y no tiene algún vínculo riguroso con la figura histórica. Aunque la intención de Nietzsche es la de usar a Zaratustra como mensajero que destruye a su propia cultura. Sin embargo, teniendo en cuenta la ingente formación académica que tenía Nietzsche en filología, religión comparada, lingüística y sus conocimientos de mitología comparada es difícil desvincular totalmente al zoroastro histórico y legendario del que proyectó el autor en su obra. Si analizamos uno de los principios que rige el zoroastrismo, aquel que define el bien como lo que favorece la vida y el mal como lo que atenta contra ésta, encontramos que esta huella se materializa como una máxima en diversas obras nietzscheanas como Más allá del bien y del mal o el propio Así habló Zaratustra. En diversas fuentes biográficas e incluso en el propio Ecce Homo se puede corroborar que Nietzsche relata un "encuentro" con su sombra, la sombra de la tradición occidental, es decir, con Zaratustra y el zoroastrismo. Hasta qué punto eso fue un delirio propio de las neurosis y psicosis que a punto estaba de padecer el autor no niega el hecho de que en algún momento de su vida el autor debió de haberse familiarizado directa o indirectamente con la tradición avéstica y védica, de la cual, además, extrajo uno de los principios filosóficos centrales de su sistema y teoría, su vitalismo y la misma idea del eterno retorno de lo mismo y de la voluntad de poder. 
Se supone que Zaratustra era considerado para Nietzsche el culpable de la conversión de pueblos del Medio Oriente, del politeísmo hacia el monoteísmo, por ello, el autor en su obra Así habló Zaratustra planteó la superación de dicha conversión con la muerte de Dios, para luego así, el hombre se hiciese libre por sí mismo, y quienes no adoptasen el camino del Übermensch (superhombre en una aproximación a su traducción del alemán al español) estaban condenados a ser dominados por los superiores; la superación del hombre, planteado como un puente hacia el superhombre, es referida como 3 fases: la primera fase es el camello o espíritu de la carga, el cual posee demasiado peso y piensa es fuerte y mejor, por ello, debe ser superado, la segunda, es el león, el cual es capaz de elegir su propio camino y ya es libre, pero aún no puede crear valores, por ello, también debe ser superado, y la tercera fase es el niño, quien es el pináculo de la vida y el hombre superior, el cual posee la capacidad de crear valores inexistentes, que son inexpresables e innombrables, de manera que solo son aplicables y no necesariamente universales; según algunas interpretaciones, el niño, quien es el Übermensch, es también un dios en sí.